# D-J Maaki
D-J Maaki (* 15. Dezember 1992) ist ein ehemaliger nauruischer Boxer.

## Leben und Karriere
Bei den Naoero Games im November 2009 gewann Maaki in der Klasse bis 58 Kilogramm die Goldmedaille im Kampf gegen Sumich Detenamo. Der Nauruer nahm im Jahr 2010 an mehreren internationalen Wettbewerben im Fliegengewicht bis 51 (Jugend) respektive 52 Kilogramm (Senioren) teil:
- 25. April bis 3. Mai 2010: Jugend-Weltmeisterschaften in Baku, Aserbaidschan (Runde der letzten 32, 3:16-Niederlage gegen Gheorghe Dascăl (Moldawien))[4]
- 5. bis 8. August 2010: Ozeanienmeisterschaften in Canberra, Australien (Silber, 19:5-Halbfinalsieg über T. Amos (Vanuatu), 0:13-Finalniederlage gegen Jason Moloney (Australien))[5]
- 21. bis 25. August 2010: Olympische Jugend-Sommerspiele in Singapur (Silber, 5+:5-Halbfinalsieg über Kandel Dowden (Grenada), 1:10-Finalniederlage gegen Emmanuel Rodríguez (Puerto Rico))[6]

Bei den Boxozeanienmeisterschaften gewann Maaki die Silbermedaille unter vier Teilnehmern, bei den Olympischen Jugend-Sommerspielen wurde er mit dem Gewinn der Silbermedaille unter sechs Teilnehmern zum ersten und bis dato einzigen olympischen Medaillengewinner Naurus. An den Pazifikspielen 2011 in Nouméa (Neukaledonien) nahm er trotz Meldung nicht teil.
Im Dezember 2017 trainierte Maaki den Kosrae Boxing Club in Tofol auf Kosrae (Föderierte Staaten von Mikronesien). Er stammt aus dem Distrikt Aiwo und ist mit Brishka Ribauw verheiratet.